# John Leonard Clive
John Leonard Clive (Berlín, 25 de septiembre de 1924-Cambridge, 7 de enero de 1990) fue un historiador estadounidense. Se desempeñó como profesor en la Universidad de Harvard y en la Universidad de Chicago. Es más conocido por su biografía de Thomas Babington Macaulay: The Shaping of the Historian, por la que ganó el Premio Nacional del Libro de Biografía e Historia.

## Biografía
Nacido como Hans Leo Kleyff (más tarde traducido al inglés como John Leonard Clive) en Berlín de padres judíos alemanes, asistió al Französisches Gymnasium Berlin, antes de mudarse a Inglaterra en 1937, donde acudió al Buxton College. En 1940 emigró con su familia a Estados Unidos, donde asistió a la Universidad de Carolina del Norte. Después de graduarse ingresó en el ejército y se unió a la OSS.
En 1952, recibió su doctorado de la Universidad de Harvard y comenzó a enseñar allí. Recibió una beca Guggenheim en 1957. Ese año publicó Scotch Reviewers: The Edinburgh Review, 1802–1815. En 1960 se trasladó a la Universidad de Chicago, donde fue asistente y profesor asociado hasta que regresó a Harvard en 1965. Permanecería en Harvard por el resto de su carrera y finalmente se convertiría en profesor de Historia y Literatura William R. Kenan Jr. en 1979.
Ganó el Premio Nacional del Libro de Biografía e Historia en 1974 por Thomas Babington Macaulay: The Shaping of the Historian, y también fue elegido miembro de la Academia Estadounidense de Artes y Ciencias. Se jubiló en 1989 y dio su última conferencia en diciembre. Falleció de un ataque al corazón el 7 de enero de 1990 en Cambridge, Massachusetts. Recibió póstumamente el Premio de Crítica del Círculo Nacional de Críticos de Libros por su último libro, Not by Fact Alone: Essays on the Writing and Reading of History.